# Вольфганг Ердманн
Вольфганг Ердманн (нім. Wolfgang Erdmann; 13 листопада 1898, Кенігсберг — 5 вересня 1946, Мунстер) — німецький офіцер, генерал-лейтенант люфтваффе. Кавалер Лицарського хреста Залізного хреста.

## Біографія
10 січня 1916 року вступив в 3-й польовий артилерійський полк. Учасник Першої світової війни, в серпні-грудні 1918 року — ад'ютант 156-го пішого артилерійського дивізіону. У грудні 1918-липні 1919 року служив в добровольчій артилерійській батареї «Адлер» на польсько-німецькому кордоні в Верхній Сілезії.
Після демобілізації армії залишений в рейхсвері. Закінчив Вище технічне училище в Берліні-Шарлоттенбурзі (1924). У 1935-37 року проходив підготовку офіцера Генштабу при Генштабі люфтваффе. 1 липня 1939 року переведений до люфтваффе і зарахований в Організаційний відділ Генштабу люфтваффе. З 1 липня 1938 року — начальник оперативного відділу штабу 17-ї авіаційної області (Відень), в липні-жовтні 1938 року виконував обов'язки начальника штабу.
З 1 березня 1939 року — командир 2-ї групи 4-ї бомбардувальної ескадри «Генерал Вефер». 12 січня 1940 року очолив 2-й (організаційний) відділ Генштабу люфтваффе. 5 квітня 1943 року переведений в діючу армію командиром 18-ї авіпольової дивізії, дислокованої у Франції. З 26 серпня 1943 року — авіаційний командир в Хорватії. 1 квітня 1944 року очолив штаб 1-ї парашутної армії. З 20 серпня 1944 року — командир навчального з'єднання (пізніше парашутної дивізії) «Ердманн», яка 9 жовтня 1944 року була перейменована в 7-му парашутну дивізію. 8 травня 1945 року узятий в полон британськими військами. Наклав на себе руки.

## Звання
- Фанен-юнкер (10 січня 1916)
- Фенріх (8 листопада 1916)
- Лейтенант (27 січня 1917)
- Оберлейтенант (1 квітня 1925)
- Гауптман (1 квітня 1933)
- Майор (1 серпня 1936)
- Оберстлейтенант (1 січня 1939)
- Оберст (1 листопада 1940)
- Генерал-майор (1 березня 1943)
- Генерал-лейтенант (1 липня 1944)

## Нагороди
- Залізний хрест 2-го і 1-го класу
- Нагрудний знак «За поранення» в чорному
- Почесний хрест ветерана війни з мечами
- Медаль «За вислугу років у Вермахті» 4-го, 3-го і 2-го класу (18 років)
- Медаль «У пам'ять 1 жовтня 1938» із застібкою «Празький град»
- Застібка до Залізного хреста
  - 2-го класу (16 вересня 1939)
  - 1-го класу (14 червня 1940)
- Авіаційна планка бомбардувальника в бронзі
- 2 нарукавних знаки «За знищений танк»
- Хрест Воєнних заслуг 2-го класу з мечами (30 січня 1943)
- Німецький хрест в золоті (28 грудня 1943)
- Лицарський хрест Залізного хреста (8 лютого 1945)